# Nikolaus Ludwig von Zinzendorf

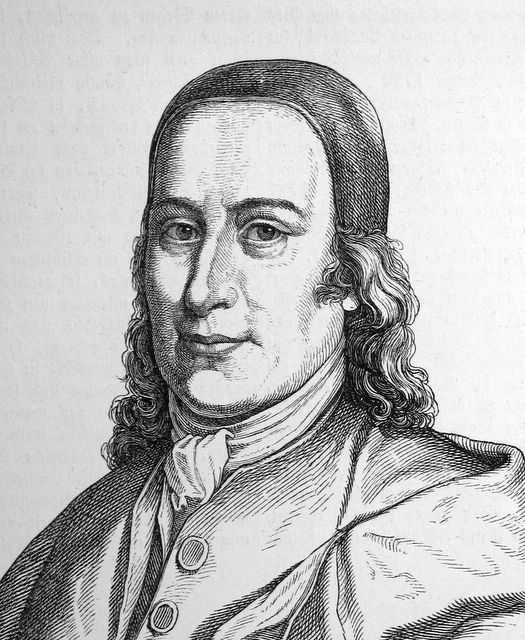
Nikolaus Ludwig Graf von Zinzendorf

Nikolaus Ludwig Graf von Zinzendorf und Pottendorf (* 26. Mai 1700 in Dresden; † 9. Mai 1760 in Herrnhut, Oberlausitz, Sachsen) war ein deutscher lutherisch-pietistischer autodidaktischer Theologe, Reichsgraf, 1727 Gründer und Bischof der Herrnhuter Brüdergemeine (auch Brüder-Unität, lateinisch: Unitas fratrum, tschechisch: Jednota Bratrská), Mitbegründer einer weltweiten Missionsarbeit, Sozialreformer, Prediger sowie Dichter zahlreicher Kirchenlieder.

## Leben

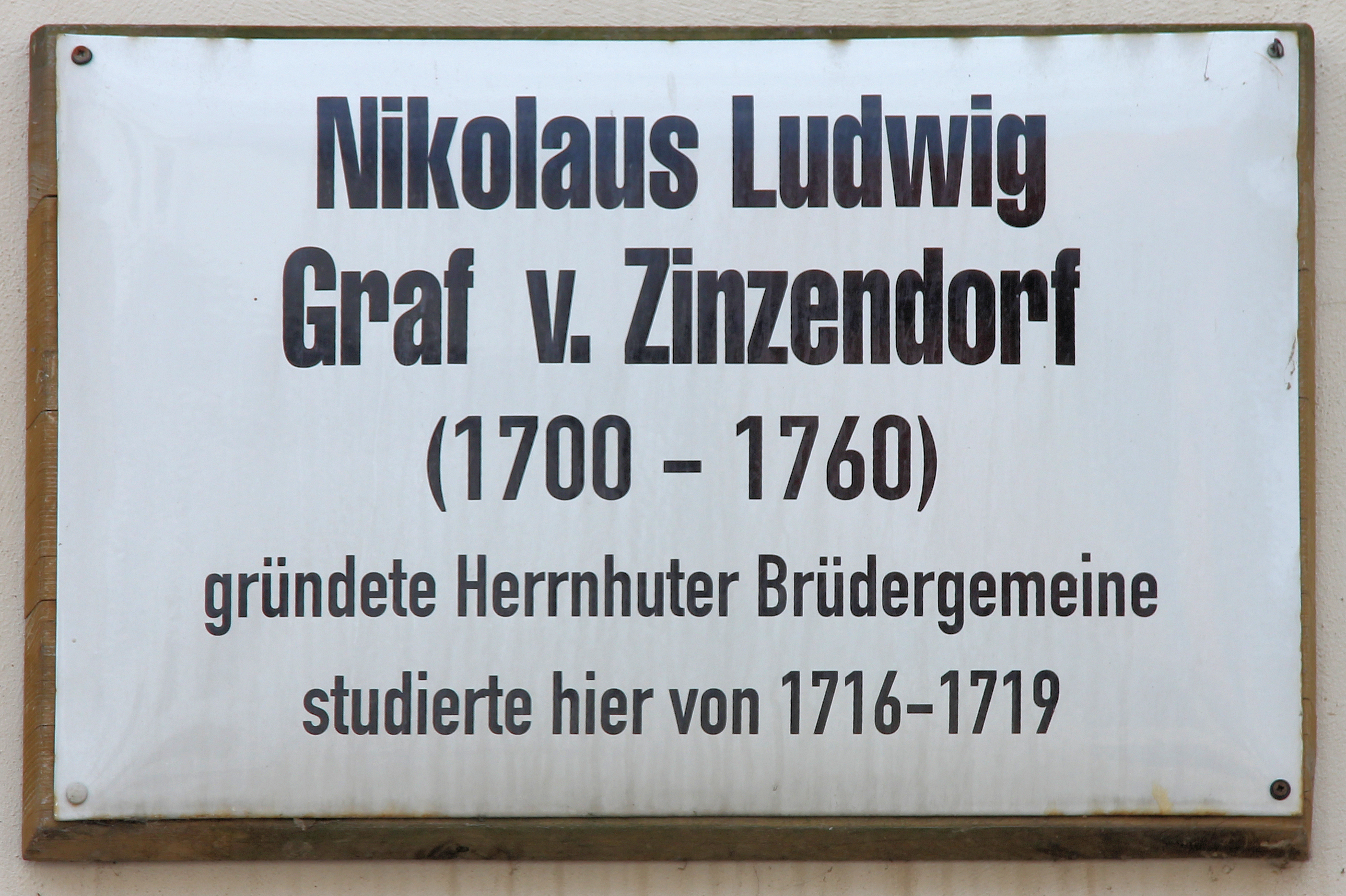
Gedenktafel am Haus Schloßstraße 26, in der Lutherstadt Wittenberg

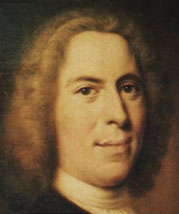
Nikolaus Ludwig Graf von Zinzendorf, Ausschnitt aus einem Gemälde von Balthasar Denner

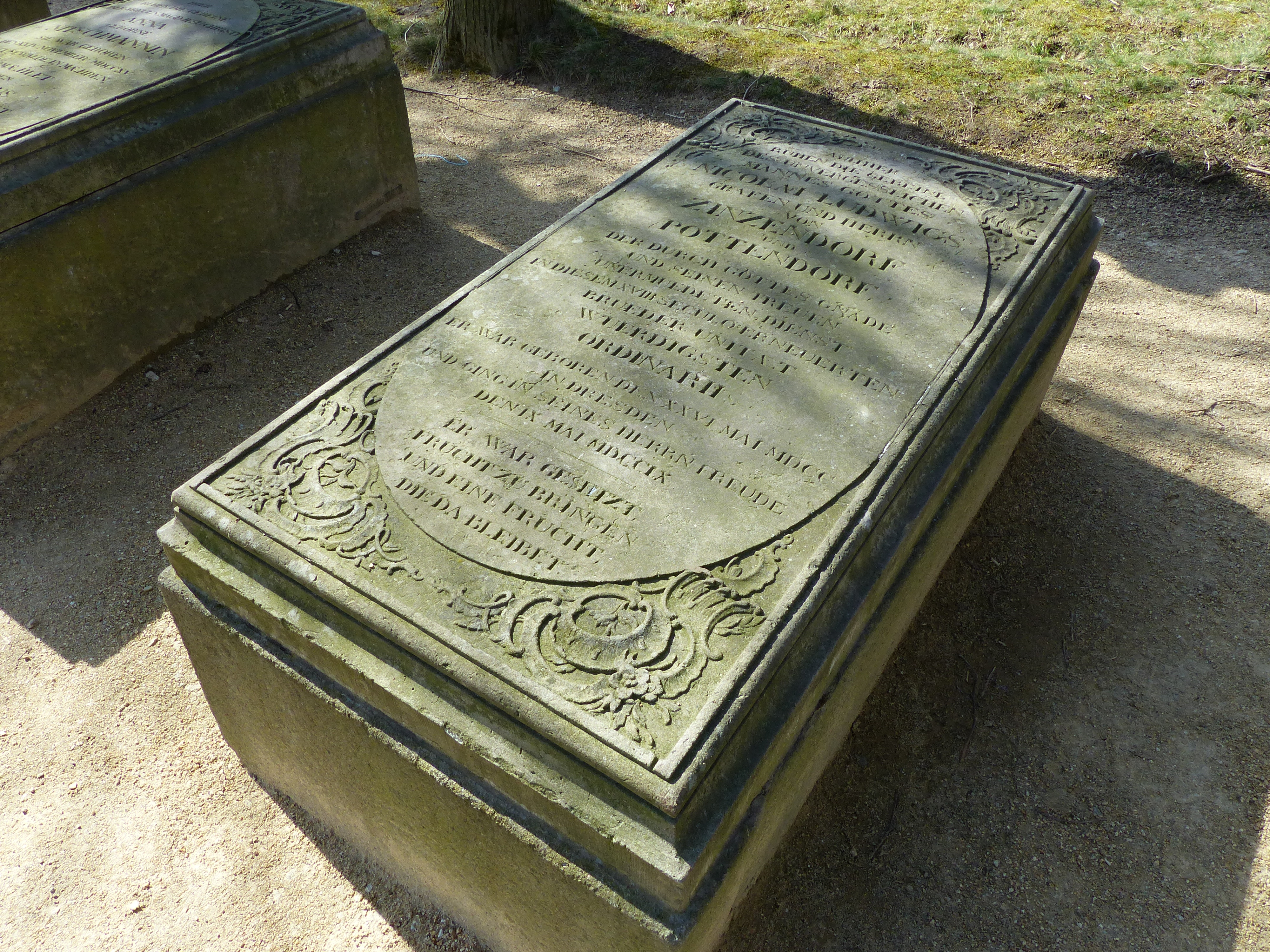
Grab von Zinzendorf auf dem Herrnhuter Gottesacker

Zinzendorf war der Sohn von Georg Ludwig (Reichs-)Graf von Zinzendorf und Pottendorf (1662–1700) und Charlotte Justine Freiin von Gersdorff (1675–1763). Zinzendorfs Vater starb wenige Wochen nach der Geburt Nikolaus Ludwigs; fortan lebte dieser in Großhennersdorf in der Oberlausitz bei seiner frommen Großmutter Henriette Katharina von Gersdorff, geborene von Friesen. Seine verwitwete Mutter heiratete 1704 den preußischen Generalmajor Dubislav Gneomar von Natzmer.
Nikolaus Ludwig von Zinzendorf besuchte von 1710 bis 1715 das Pädagogium der Franckeschen Stiftungen in Halle, wo er sehr im Sinne des Pietismus ausgebildet wurde. Gerade August Hermann Francke selbst hatte großen Einfluss auf ihn. Die kürzlich gegründeten Missionsgesellschaften Society for the Propagation of the Gospel in Foreign Parts (SPG, gegründet 1701) und die Dänisch-Halleschen Mission (gegründet 1706) bestärkten ihn, dass er eigentlich Missionar werden wollte, und er gründete etwa 1715 mit Friedrich von Wattenwyl den Senfkorn-Orden (Sammlung von Liebhabern Jesu).
Aus familiären Gründen – seine Vorfahren waren Militärführer und Regierungsbeamte gewesen – studierte Zinzendorf von 1716 bis 1719 an der Universität Wittenberg Rechtswissenschaft. Von 1719 bis 1720 unternahm er eine Kavalierstour in die Niederlande und nach Frankreich. Dort gewann er die Freundschaft von Menschen anderer Konfession, darunter Kardinal Louis-Antoine de Noailles, mit dem er in brieflichem Kontakt blieb, und erlebte die Möglichkeit einer die Konfessionen übergreifenden Einheit unter Christen. Von 1721 bis 1732 war er Hof- und Justizrat in Diensten Augusts des Starken in Dresden. Im September 1730 kam Graf Zinzendorf nach Berleburg und gründete dort eine philadelphische Versammlung in Form der Herrnhutischen Bewegung. Diese Gruppe konnte sich allerdings nur kurz behaupten.
Nach der Aufnahme von Glaubensflüchtlingen aus Mähren, Nachkommen der alten Böhmischen Brüder, konnte am 17. Juni 1722 die Brüder-Unität erneuert werden. Diese Gemeinschaft gründete außerhalb von Berthelsdorf, das unterhalb des Hutberges gelegen ist, die Siedlung Herrnhut. Daraufhin fällte der Zimmermann Christian David einen ersten Baum, und die Gemeinschaft errichtete damit unter seiner Führung das erste Haus der Siedlung. Zinzendorf ließ dort 1725 bis 1727 ein auch als Herrschaftshaus bezeichnetes Schloss errichten, das er bezog, sowie 1730 bis 1746 den Vogtshof, der ab 1756 als Sitz der Schirmvogtei (des Direktoriums) der Brüder-Unität diente.
Aus der Gemeinde der Böhmischen Brüder in Herrnhut, die 1727 auf etwa 300 Personen angewachsen war, erwuchs die kirchlich eigenständige Brüdergemeine. Sie zog weitere Pietisten, Separatisten und Schwenkfeldianer an. Am 13. August 1727 kam es im Rahmen einer Abendmahlsfeier in der lutherischen Kirche in Berthelsdorf zur Gründung der Herrnhuter Brüdergemeine durch einen Buß- und Versöhnungsakt des Pfarrers Johann Andreas Rothe, Zinzendorfs und der ganzen Gemeinde. Zinzendorf erarbeitete danach eine Gemeindeordnung für die Brüdergemeine. Die Wochentage begannen mit einer Morgenandacht und endeten mit einer Singstunde, am Sonntag gab es den Gemeindegottesdienst. Zudem wurden neue liturgische Formen wie Liebesmahle, Fußwaschungen, Stundengebete und Nachtwachen eingeführt. Frauen erhielten wichtige Aufgaben und Stellungen als Lehrerinnen und Aufseherinnen von ihm zugeteilt. Von 1731 an wurden auch die sogenannten Herrnhuter Losungen herausgegeben – durch Losverfahren ermittelte Bibelverse als Leitgedanken für jeden Tag, die erstmals am 4. Mai 1728 gezogen wurden. Die Losungen werden bis zur Gegenwart jährlich neu – in viele Sprachen übersetzt – herausgegeben.
1731 brachte Zinzendorf einen westindischen Sklaven von Kopenhagen nach Herrnhut. Seine Berichte von St. Thomas motivierten die Gemeinde zur Missionsarbeit. So begann 1732 die Missionsarbeit der Brüdergemeine mit den Missionaren Johann Leonhard Dober und David Nitschmann. Sie reisten nach St. Thomas und waren bereit, selber Sklaven zu werden. 1735 begann die Missionsarbeit in Nordamerika unter Indianern in Georgia und im südamerikanischen Suriname; 1737 unter den Khoikhoi in Südafrika sowie an der Goldküste; 1754 in Jamaika. In seinen Missionsinstruktionen für die Herrnhuter gab er dem persönlichen Gespräch mit Nichtchristen den Vorzug gegenüber der öffentlichen Verkündigung des Evangeliums.

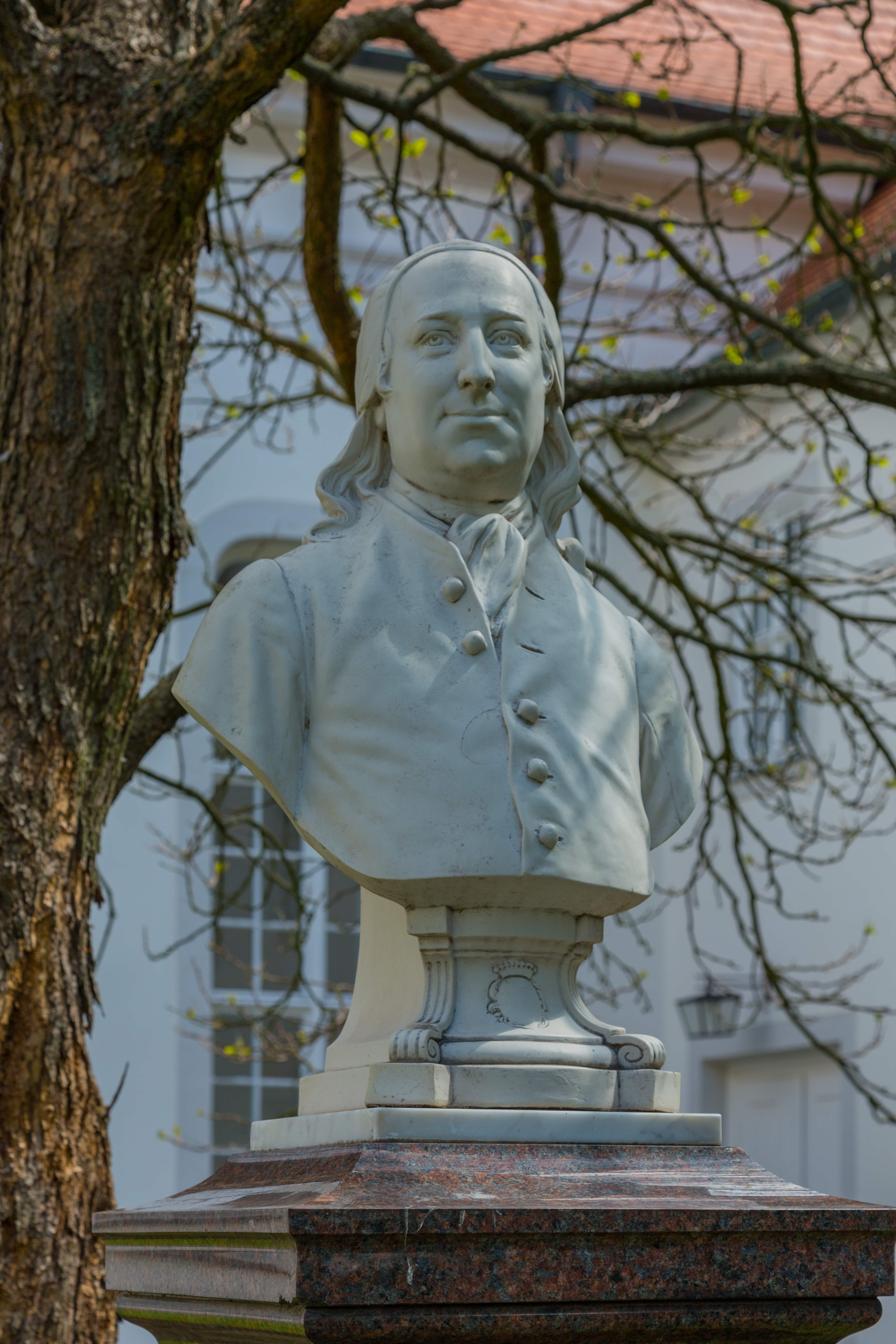
Zinzendorf-Denkmal in Herrnhut
von Bildhauer Alfred Reichel

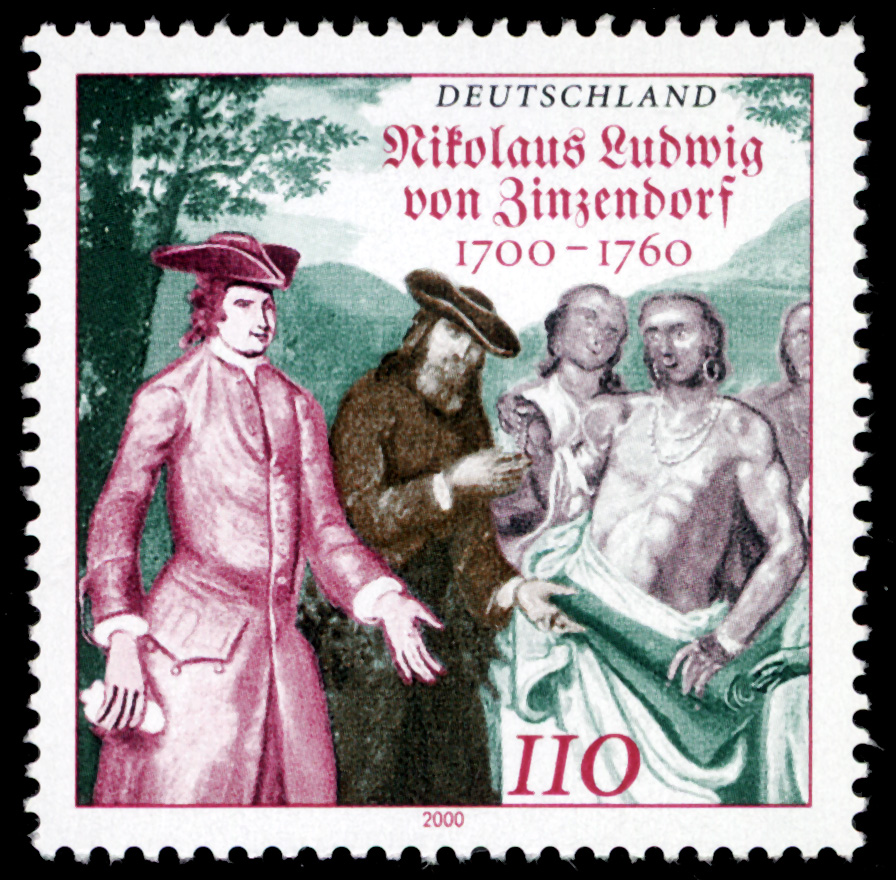
300. Geburtstag Zinzendorfs: deutsche Briefmarke aus dem Jahr 2000

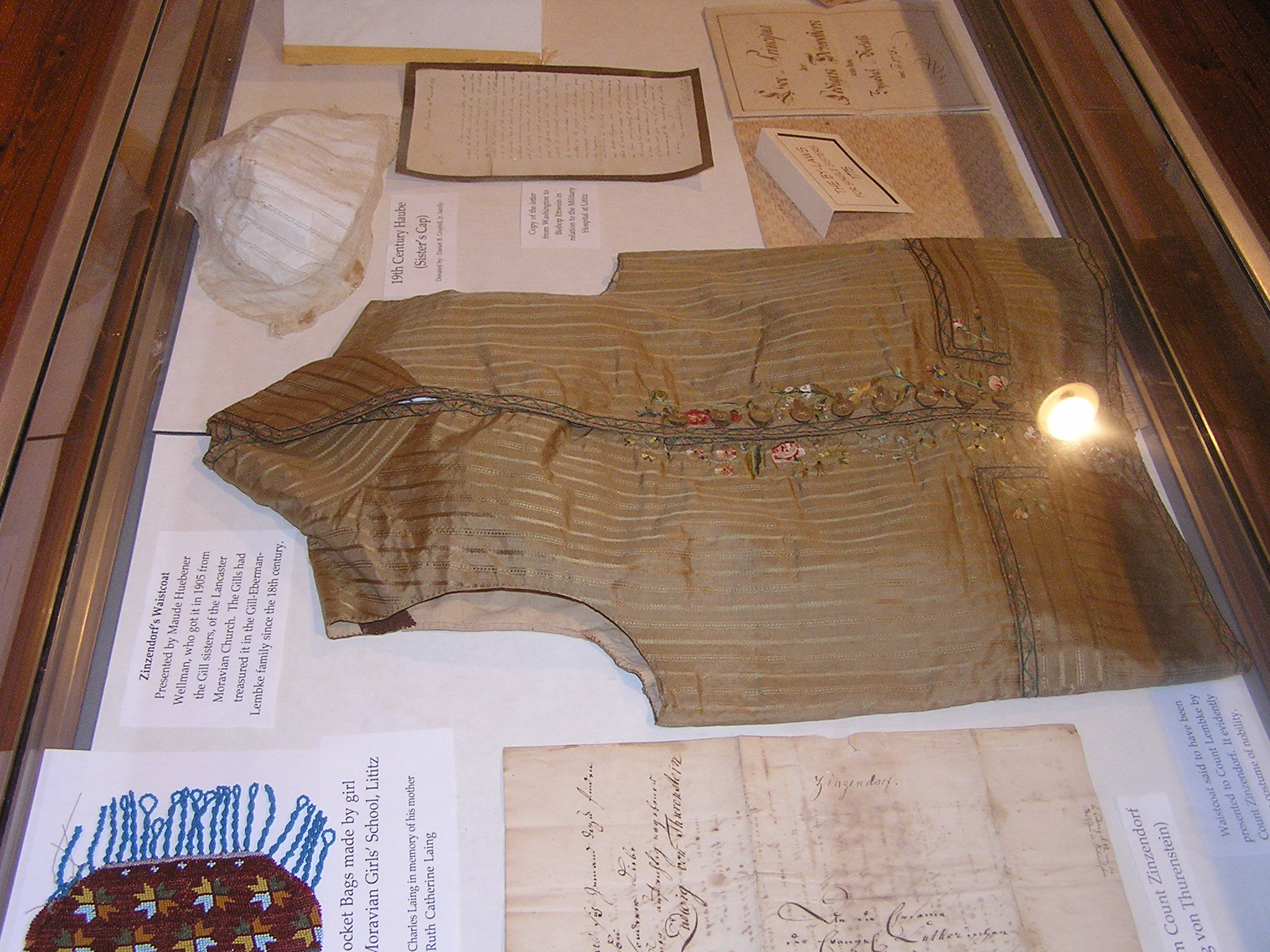
Weste Zinzendorfs in Lititz (Pennsylvania)

1732 wurde Zinzendorf erstmals aus Sachsen verbannt, weil er dem Kaiser seine Untertanen aus Böhmen entfremdet und ihnen zur Flucht verholfen habe. 1733 besuchte er deswegen Württemberg, er begegnete Friedrich Christoph Oetinger und Johann Albrecht Bengel auf der Suche nach einem neuen Zuhause für seine Gemeinschaft. 1734 wurde Zinzendorf als lutherischer Theologe ordiniert. Die Rechtgläubigkeitsprüfung erfolgte in Stralsund, die erste Predigt danach in der Stadtkirche St. Marien und die Ernennung zum Kandidaten und freien Prediger in Tübingen. 1736 kam es zur erneuten Verbannung Zinzendorfs aus Sachsen (und ein weiteres Mal 1738), da seine Brüdergemeine der lutherischen Orthodoxie zu selbständig geworden war und als Bedrohung der einheitlichen Landeskirche angesehen wurde. Er ging in die südliche Wetterau und gründete dort die Gemeinden Marienborn in der Grafschaft Ysenburg-Büdingen-Meerholz, auf der Burg Ronneburg (beide 1736) und den Herrnhaag (1738). 1737 wurde er durch den reformierten Hofprediger Daniel Ernst Jablonski in Berlin, der zugleich Bischof der polnischen Brüder-Unität war, zum Brüderbischof ordiniert. Die polnische Unität war durch Sukzession mit der alten böhmisch-mährischen verbunden, deren eigene Bischofssukzession über Johann Amos Comenius hinaus nicht fortgesetzt werden konnte.
Zinzendorf war beeindruckt vom Eifer und der Tüchtigkeit des späteren Adoptivsohns von Friedrich von Wattenwyl, Johannes von Watteville, und er setzte ihn ab 1741 als Gehilfe, persönlicher Sekretär und Vertreter bei seinen Abwesenheiten in Herrnhut ein. In den folgenden Jahren lebte Zinzendorf in den hessischen Brüdergemeinen und unternahm vor allem Reisen als Prediger in das russische Ostseegouvernement Livland und nach England, Nordamerika, auf die Westindischen Inseln und Saint Thomas. Im Jahre 1747 wurde ihm die Rückkehr nach Sachsen gestattet, und 1749 erreichte er für die Herrnhuter Brüdergemeine die Freiheit der Verkündigung und die Tolerierung der Gemeinde als eine der sächsischen Landeskirche verbundene Gemeinschaft. Von 1750 an lebte Zinzendorf meistens in London. 1751 reiste er in die Schweiz, wo er Freunde in Basel, Bern, Montmirail und Oberdiessbach besuchte, wo der bekannte pietistische Pfarrer Samuel Lucius wirkte. Während der gleichen Reise hielt er sich im August für eine Woche bei Friedrich von Wattenwyl in Montmirail auf. Ab 1755 lebte er in Berthelsdorf.
Von London aus sandte Zinzendorf erregte Strafbriefe nach Herrnhaag, in „denen er drohte, zwanzig bis dreißig Menschen bis aufs Blut peitschen zu lassen“, und berief seinen Sohn Renatus von Zinzendorf nach England. Zinzendorf war über die Entwicklungen in Herrnhaag zutiefst erbost und ermahnte seinen Sohn umzukehren.
Zinzendorf war immer umstritten, besonders in den letzten 20 Jahren seines Lebens. Es begleiteten ihn eine große Menge Streitschriften, die ihm Häresie, Oberflächlichkeit, Falschheit, Tyrannei, Unanständigkeit und Geldgier vorwarfen.
Während des Höhepunkts des Schriftenkrieges griff Zinzendorf 1749 selbst seine Gegner an, durch die in Form einer Erklärung der Gemeinde anonyme Schrift Der Evangelisch-Mährischen Kirchen-Diener Abgenöthigte Gewissens-Rüge. Als allgemeine apologetische Biographie entstand später aus dem Gemeinde-Vorstand Spangenbergs Leben des Herrn Nicolaus Ludwig Zinzendorf, Barby 1772–1775.
Nach Zinzendorfs Tod übernahm die Brüdergemeine 1764 Schloss und Gut Herrnhut, nachdem einige ihrer Mitglieder bereits 1737 nach Böhmisch-Rixdorf im heutigen Berliner Bezirk Neukölln umgesiedelt waren.

## Familie

### Vorfahren
| Ahnentafel Nikolaus Ludwig von Zinzendorfs | Ahnentafel Nikolaus Ludwig von Zinzendorfs                                                     | Ahnentafel Nikolaus Ludwig von Zinzendorfs                                                            | Ahnentafel Nikolaus Ludwig von Zinzendorfs                                                            | Ahnentafel Nikolaus Ludwig von Zinzendorfs                                                            | Ahnentafel Nikolaus Ludwig von Zinzendorfs                                                 | Ahnentafel Nikolaus Ludwig von Zinzendorfs                                                 | Ahnentafel Nikolaus Ludwig von Zinzendorfs                                                 | Ahnentafel Nikolaus Ludwig von Zinzendorfs                                                 |
| ------------------------------------------ | ---------------------------------------------------------------------------------------------- | --- | --- | --- | ------------------------------------------------------------------------------------------ | ------------------------------------------------------------------------------------------ | ------------------------------------------------------------------------------------------ | ------------------------------------------------------------------------------------------ |
| Ururgroßeltern                             | Johann Joachim von Zinzendorf (1570–1626) ⚭ 1595 Marie Judith von Liechtenstein (1575–1621)    | Christoph Wilhelm von Zelking († 1631) ⚭ 1596 Esther von Hardegg auf Glatz und im Marchlande († 1614) | Bartholomäus von Dietrichstein (1579–1635) ⚭ Elisabeth von Fränking († 1635)                          | Franz Khevenhüller zu Aichelberg (1562–1607) ⚭ 1590 Crescentia von Stubenberg (* 1575)                | Friedrich von Gersdorff († 1606) ⚭ 1603 Margarethe von Metzradt                            | Melchior von Loeben († 1636) ⚭ Martha von Kosel (1579–1637)                                | Heinrich von Friesen (1578–1659) ⚭ 1601 Katharina von Einsiedel (1585–1667)                | Otto von Raben (1607–1631) ⚭ Eva von Wackerbarth (1608–1632)                               |
| Urgroßeltern                               | Otto Heinrich von Zinzendorf (1605–1655) ⚭ 1628 Anna Apollonia von Zelking (1603–1646)         | Otto Heinrich von Zinzendorf (1605–1655) ⚭ 1628 Anna Apollonia von Zelking (1603–1646)                | Christian von Dietrichstein (1610–1681) ⚭ 1636 Maria Elisabeth Khevenhüller zu Aichelberg (1608–1676) | Christian von Dietrichstein (1610–1681) ⚭ 1636 Maria Elisabeth Khevenhüller zu Aichelberg (1608–1676) | Nicolaus von Gersdorff († 1631) ⚭ Anna Maria von Loeben (1595–1654)                        | Nicolaus von Gersdorff († 1631) ⚭ Anna Maria von Loeben (1595–1654)                        | Carl von Friesen (1619–1686) ⚭ 1645 Justine Sophie von Raben (1619–1691)                   | Carl von Friesen (1619–1686) ⚭ 1645 Justine Sophie von Raben (1619–1691)                   |
| Großeltern                                 | Maximilian Erasmus von Zinzendorf (1633–1672) ⚭ 1659 Anna Amalia von Dietrichstein (1638–1696) | Maximilian Erasmus von Zinzendorf (1633–1672) ⚭ 1659 Anna Amalia von Dietrichstein (1638–1696)        | Maximilian Erasmus von Zinzendorf (1633–1672) ⚭ 1659 Anna Amalia von Dietrichstein (1638–1696)        | Maximilian Erasmus von Zinzendorf (1633–1672) ⚭ 1659 Anna Amalia von Dietrichstein (1638–1696)        | Nicolaus von Gersdorff (1629–1702) ⚭ 1672 Henriette Katharina von Friesen (1648–1726)      | Nicolaus von Gersdorff (1629–1702) ⚭ 1672 Henriette Katharina von Friesen (1648–1726)      | Nicolaus von Gersdorff (1629–1702) ⚭ 1672 Henriette Katharina von Friesen (1648–1726)      | Nicolaus von Gersdorff (1629–1702) ⚭ 1672 Henriette Katharina von Friesen (1648–1726)      |
| Eltern                                     | Georg Ludwig von Zinzendorf (1662–1700) ⚭ 1699 Charlotte Justine von Gersdorff (1675–1763)     | Georg Ludwig von Zinzendorf (1662–1700) ⚭ 1699 Charlotte Justine von Gersdorff (1675–1763)            | Georg Ludwig von Zinzendorf (1662–1700) ⚭ 1699 Charlotte Justine von Gersdorff (1675–1763)            | Georg Ludwig von Zinzendorf (1662–1700) ⚭ 1699 Charlotte Justine von Gersdorff (1675–1763)            | Georg Ludwig von Zinzendorf (1662–1700) ⚭ 1699 Charlotte Justine von Gersdorff (1675–1763) | Georg Ludwig von Zinzendorf (1662–1700) ⚭ 1699 Charlotte Justine von Gersdorff (1675–1763) | Georg Ludwig von Zinzendorf (1662–1700) ⚭ 1699 Charlotte Justine von Gersdorff (1675–1763) | Georg Ludwig von Zinzendorf (1662–1700) ⚭ 1699 Charlotte Justine von Gersdorff (1675–1763) |
| Nikolaus Ludwig von Zinzendorf             |                                                                                                | | | |                                                                                            |                                                                                            |                                                                                            |                                                                                            |

### Ehen und Nachkommen
Nikolaus Ludwig von Zinzendorf heiratete am 7. September 1722 in Ebersdorf Erdmuthe Dorothea Gräfin Reuß zu Ebersdorf, Tochter von Heinrich X. Graf Reuß zu Ebersdorf und Erdmuthe Benigna zu Solms-Laubach. Bereits im Mai des gleichen Jahres erwarb er von seiner Großmutter das Rittergut Mittelberthelsdorf in der Oberlausitz, wo er von 1722 bis 1724 das Schloss Berthelsdorf barock umbauen ließ. 1732 überließ Zinzendorf das Schloss Berthelsdorf seiner Frau als Wohnsitz.

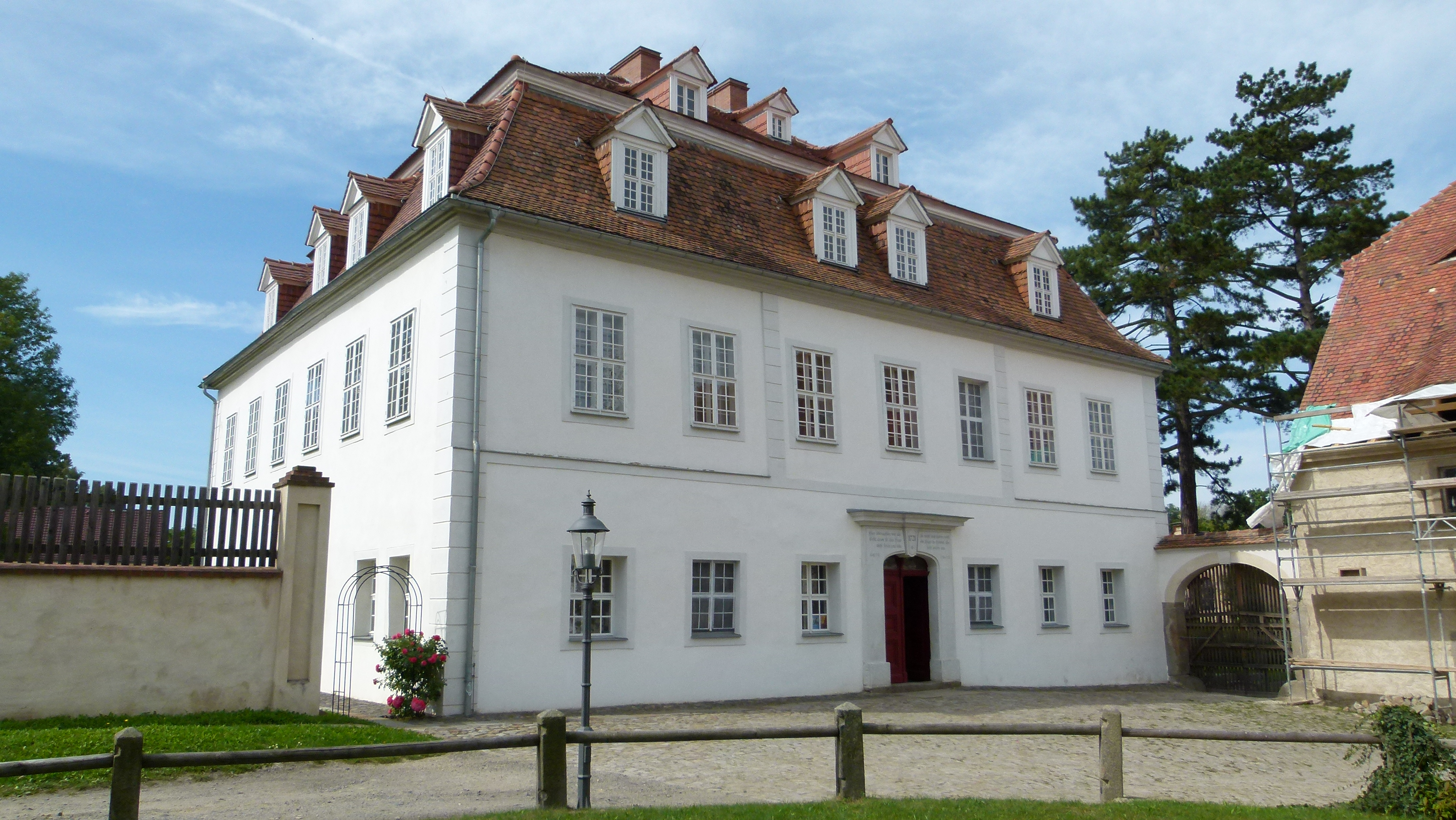
Schloss Berthelsdorf
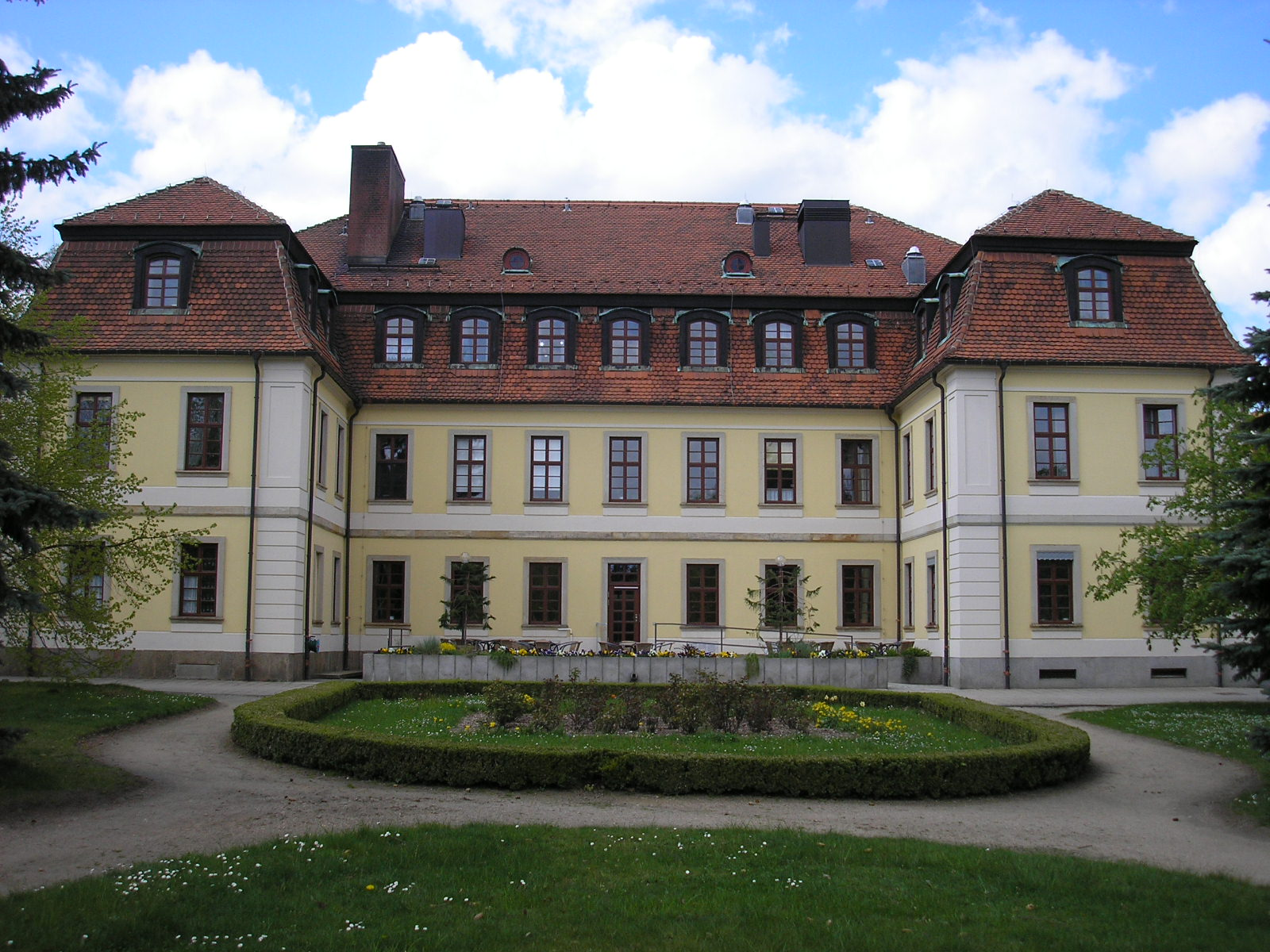
Herrschaftshaus Herrnhut
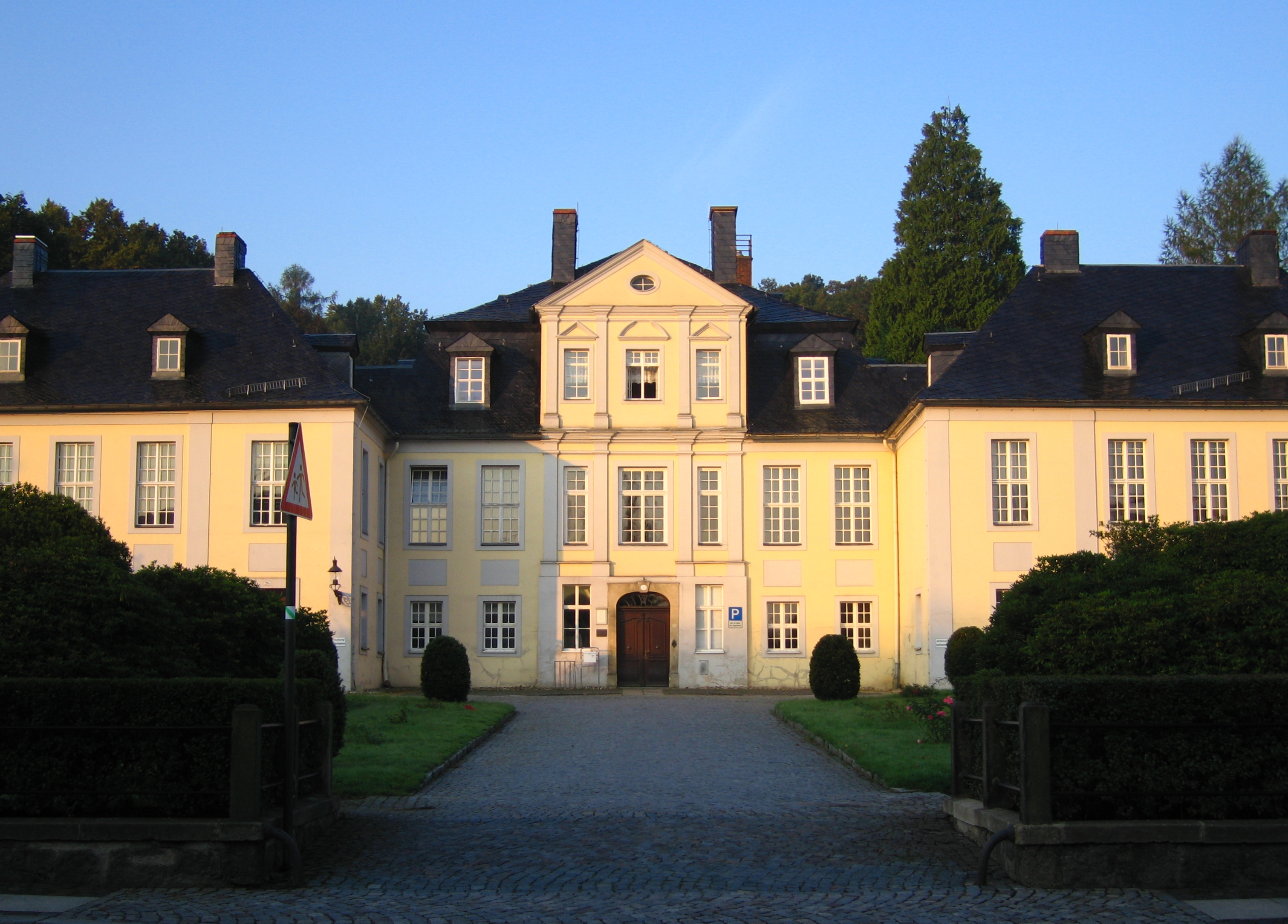
Vogtshof Herrnhut

Mit seiner ersten Frau hatte er zwölf Kinder, von denen nur vier das Erwachsenenalter erreichten.:
- Christian Ernst (* 7. August 1724 in Ebersdorf; † 24. November 1724 in Berthelsdorf)
- Henriette Benigna Justine (* 28. Dezember 1725 in Berthelsdorf; † 11. Mai 1789 in Herrnhut) ⚭ Johannes von Watteville (* 18. Oktober 1718 als Johann Michael Langguth in Walschleben; † 7. Oktober 1788 in Gnadenfrei)
- Christian Renatus (* 19. September 1727 in Herrnhut; † 28. Mai 1752 in London, begraben im Stadtteil Chelsea)
- Christian Friedrich (* 18. September 1729 in Herrnhut; † 25. Oktober ebd.)
- Theodora Caritas (* 24. Oktober 1730 in Herrnhut; † 2. Dezember 1732 ebd.)
- Johann Ernst (18. März 1732 in Herrnhut; † 19. Mai 1732 ebd.)
- Christian Ludwig Theodor (19. März 1733 in Herrnhut; † 31. August 1736 auf der Burg Ronneburg, begr. Herrnhaag)
- Anna Theresia (* 7. August 1734 in Herrnhut; † 15. Dezember 1738 in Marienborn, begr. Herrnhaag)
- Marie Agnes (* 6. November 1735 in Herrnhut; † 17. Februar 1784 ebd.) ⚭ Moritz Wilhelm Burggraf und Graf zu Dohna-Schlodien (* 2. Dezember 1737 in Halle (Saale); † 4. März 1777 in Bath)
- Johanna Salome (* 4. August 1737 in Herrnhut; † 21. Dezember 1742 ebd.)
- David (* 22. September 1738 in Marienborn; † 6. Juni 1742 ebd., begr. Herrnhaag)
- Elisabeth (25. April 1740 in Marienborn; † 11. Februar 1807 in Herrnhut) ⚭ Friedrich Rudolph Freiherr von Watteville (* 1. Januar 1738 in Montmirail; † 18. Januar 1811 in Herrnhut); nach anderen Angaben erfolgte die Heirat mit Rudolf Friedrich von Wattenwyl (* 1. Januar 1738 in Bern; † 1809), Sohn des Bankiers Niklaus von Wattenwyl.[23]

Nach dem Tod seiner ersten Frau Erdmuthe Dorothea von Zinzendorf am 19. Juni 1756, zu der er nach seiner Rückkehr 1747 nur noch sehr wenig Kontakt gehabt hatte, heiratete Zinzendorf am 27. Juni 1757 in aller Stille seine enge Mitarbeiterin und Reisebegleiterin Anna Nitschmann (1715–1760). Johann Leonhard Dober traute sie auf Schloss Berthelsdorf, aber seine neue Frau behielt ihren Namen und blieb im Haus der Ledigen Schwestern wohnen. Erst im November 1758 gaben sie ihre Eheschließung offiziell bekannt. Die Verliebtheit und das Verhältnis zu Anna Nitschmann hatte er vor dem Tod seiner ersten Ehefrau geheim gehalten.

## Werk und Wirkung
Zinzendorf hatte Einfluss auf zahlreiche Theologen und Dichter wie John Wesley, Gotthold Ephraim Lessing, Johann Wolfgang von Goethe, Johann Gottfried Herder und Friedrich Schleiermacher; im 20. Jahrhundert bezeichnete ihn Karl Barth als „erste[n] echten … Ökumeniker“.
Obwohl es ihm oft als sein bekanntestes Werk zugeschrieben wird, stammt das Tischgebet „Komm, Herr Jesus, sei unser Gast“ nicht aus Zinzendorfs Feder.

## Schriften
- Teutscher Gedichte Erster Theil. Waisenhaus, Herrnhuth 1735 (Digitalisat und Volltext im Deutschen Textarchiv).
- Der Evangelisch-Mährischen Kirchen-Diener Abgenöthigte Gewissens-Rüge für den Verstand und Willen dererjenigen unter ihren Gegnern, welche sich zur Evangelischen Religion bekennen, und die Brüder so bitter anfeinden. Leipzig / Görlitz 1749 (uni-halle.de).
- Des seligen Grafen Nicolaus Ludwig von Zinzendorf Gedanken über verschiedene evangelische Wahrheiten aus dessen Schriften zusammengezogen, Leipzig 1800.

## Kirchenlieder (Auswahl)
Zinzendorf hat etwa 2000 Kirchenlieder gedichtet. Manche von ihnen werden heute noch gesungen, darunter besonders das Lied Jesu, geh voran. Dem dichterisch musikalischen Werk Zinzendorfs haben Musikproduzenten wie Jochen Rieger und Gerhard Schnitter  Konzeptproduktionen gewidmet wie Jesu, geh voran, 1989 bei Gerth Medien mit dem Schulte & Gerth Studiochor, und Herz und Herz vereint zusammen, 2002 im Hänssler Verlag mit dem Solistenensemble. Auf der Website für das deutsche Volkslied findet sich eine beachtliche Auswahl seiner Liederdichtungen. Von seinen Liedern wurden etliche in verschiedene, vor allem evangelische Kirchengesangbücher aufgenommen. Erwähnenswert sind das Evangelische Kirchengesangbuch Bremen, das Gesangbuch für die evangelische Kirche im Großherzogtum Hessen (1893), das Gesangbuch für die evangelisch-reformierte Kirche der deutschen Schweiz (1915 und 1998), das Liederbuch der deutschen christlichen Mannesjugend (1923), das Liederbuch für evangelische Vereine (1930), das Evangelische Kirchengesangbuch für Württemberg (1953), das Gesangbuch für Mennoniten (1956), die Reichslieder im Gemeinschaftsliederbuch (1931, 1962 und 1965), das Evangelische Gesangbuch (1996), das Neuapostolische Gesangbuch, Jugendliederbücher, Schulliederbücher, Sonntagsschulliederbücher, Volksliederbücher u. a. m.
- Aller Gläubigen Sammelplatz (ist da, wo ihr Herz und Schatz), (1. nach einer Melodie 1524 von Johann Walter, Tonsatz von Heinrich Scherrer; 2. nach der Melodie Gott sei dank durch alle Welt, Halle 1704, von Johann Georg Stötzel 1744, N° 273 im Evangelischen Kirchengesangbuch Württemberg 1953).
- Christen sind ein göttlich Volk, (aus dem Geist des Herrn gesegnet), (nach der Melodie O du Hüter Israel, N° 138 im Gesangbuch für die evangelische Kirche im Großherzogtum Hessen, 1881 und 1892; G100 und 87a im Gemeinschaftsliederbuch, 1962 und 1965).
- Christi Blut und Gerechtigkeit, das ist mein Schmuck und Ehrenkleid (1638, 1739 und 1778; nach verschiedenen Melodien: 1544; Nikolaus Herman: Wir danken dir, Herr Jesu Christ, 1560; N° 275 im Evangelischen Kirchengesangbuch Bremen; Von dir, o Vater, nimmt mein Herz, N° 273 in Gesangbuch für die evangelisch-reformierte Kirche der deutschen Schweiz 1915; Guillaume Franc, Wittenberg 1543 und 1567; 1636, 1739 und 1778, N° 276 in Gemeinde Lieder DDR 1980).
- Der du noch in der letzten Nacht, eh du für uns erblaßt, (nach der Melodie Nun sich der Tag geendet hat, N° 139 im Gesangbuch für die evangelische Kirche im Großherzogtum Hessen, 1893; N° 274 im Evangelischen Kirchengesangbuch für Württemberg 1953; G87a im Deutschen Gemeinschaftsliederbuch, 1967).
- Der Glaube bricht durch Stahl und Stein (und kann die Allmacht fassen), (Melodie von Claudin de Sermisy: Was mein Gott will, Antwerpen 1540; Jürg Jehle 1917; G100 und 87a im Gemeinschaftsliederbuch, 1962 und 1965 u. a. m.).
- Die christen gehn von Ort zu Ort durch mannigfaltgen Jammer, (Melodie 1670 oder Der lieben Sonne Licht und Pracht, Halle 1708, G274 im Evangelischen Kirchengesangbuch für Württemberg, 1953).
- Freundlicher Immanuel, des sich freuet Leib und Seel (Melodie nach Gott sei dank durch alle Welt, G100 in Gemeinschaftsliederbuch, 1962).
- Gottes Führung fordert Stille, (1722, Melodie nach Gott wills machen, G87 in Reichslieder, 1931; G100 in Gemeinschaftsliederbuch, 1962).
- Herr, dein Wort, die edle Gabe, diesen Schatz erhalte mir, (Christian Gregor nach Joachim Neander 1680, 1725 und 1778, Melodie nach O Durchbrecher aller Bande, Halle 1704; im Liederanhang zum evangelischen Kirchengesangbuch G284 und im Evangelischen Kirchengesangbuch für Württemberg 1953 G274).
- Herr, der du einst gekommen bist (1725, Albert Knapp 1845, 7 Strophen; Melodie: Darmstadt 1687 und Johann Heinrich Egli 1787, Satz: 1891 und Bernhard Henking 1952; N° 814 im Evangelisch-reformierten Gesangbuch, Basel/Zürich 1998).[28]
- Herz und Herz vereint zusammen sucht in Gottes Herzen Ruh, (1725, 1753, 1778, 7 Strophen; Melodie nach O du Liebe meiner Liebe, 1650, 1688, 1704, Herrnhaag 1735 und 1744, Basel 1745 und 1784; bearbeitet von Christian Gregor 1778 und Albert Knapp 1837; Tonsatz von Adolf Strube; G271 im Evangelischen Gesangbuch 1996, G275 im Evangelischen Kirchengesangbuch in Bremen u. a. m.).
- Ich bin ein kleines Kindelein, und meine Kraft ist schwach, (G100 in Gemeinschaftsliederbuch, 1962).
- Jesu, geh voran auf der Lebensbahn, (1719, 1721, 1725 und Christian Gregor 1778, 4 Strophen; Melodie nach Adam Drese, 1698 und Halle 1704; Satz nach Darmstadt 1698; G275 in Evangelisches Kirchengesangbuch in Bremen u. a. m.).
- Jesu, leite mich stark und festiglich, (1735, Albert Knapp 1845, 4 Strophen; Melodie: Adam Drese, 1698 und Halle 1704; Satz: nach Darmstadt 1698; N° 815 im Evangelisch-reformierten Gesangbuch, Basel/Zürich 1998).[29]
- König, gib uns Mut und Klarheit, (Melodie nach auf, erwcket euch zum glauben, 1733, Johann Georg Hille; 1735 und Herrnhut 1738; G100 in Gemeinschaftsliederbuch, 1962 u. a. m.).
- Mein Freund, wie dank ich’s deiner Liebe, (Melodie nach O drücken Jesu Todesmienen, Halle 1704; G274 in Evangelisches Kirchengesangbuch für Württemberg 1953).
- Merk, Seele, dir stets dies große Wort, wenn Jesus winkt, so geh (Melodie nach Nun danket all und bringet Ehr, Genf 1562; Johann Cruciger 1652/1653; G274 in Evangelisches Kirchengesangbuch für Württemberg 1953).
- Seelenfreund, hier liegt ein Herze, das dich unter allem Schmerze, (Melodie nach schmücke dich, o liebe Seele, G87a Reichslieder im deutschen Gemeinschaftsliederbuch, 1967).
- Solange Jesus bleibt der Herr, wird’s alle Tage herrlicher, (Melodie aus Schweden von D. Schönrich, G87a Reichslieder im deutschen Gemeinschaftsliederbuch, 1967).
- Vor Jesu Augen schweben, ist wahre Seligkeit, (Melodie nach Valet, in Reichslieder 1931, G100 in Gemeinschaftsliederbuch, 1962).
- Wir woll’n uns gerne wagen, in unsern Tagen der Ruhe abzusagen, (1733 und 1736, 3 Strophen; Melodien nach Gustav Petzold 1910 und Pierre Pidoux 1952, G91 in Liederbuch für evangelische Vereine, 1930; G276 in Gemeindelieder DDR, 1980; N° 811 im Evangelisch-reformierten Gesangbuch, Basel/Zürich 1998).[30]

## Ehrungen
- Gedenktag: 9. Mai im Evangelischen Namenkalender der Evangelischen Kirche in Deutschland und im Kalender der Evangelisch-Lutherischen Kirche in Amerika.[31]
- Namengeber für Kirchen: Einige Kirchen und Gemeinden tragen seinen Namen, so z. B. in Berlin, Cottbus-Schmellwitz und Heidenheim an der Brenz[32].
- Namengeber für Straßen: Einige der Zinzendorfstraßen sind ihm zu Ehren gewidmet, darunter die Zinzendorfstraße in Radebeul.
- Walhalla: Als bedeutender Deutscher wurde er in die Gedenkstätte bei Regensburg aufgenommen mit einer Büste des Bildhauers Christian Friedrich Tieck (1776–1851), die er 1818 geschaffen hatte.[33]